# بوبي بروكس (لاعب كرة قاعدة)
بوبي بروكس (بالإنجليزية: Bobby Brooks)‏ هو لاعب كرة قاعدة أمريكي، ولد في 1 نوفمبر 1945 في لوس أنجلوس في الولايات المتحدة، وتوفي في 11 أكتوبر 1994 في Harbor City, Los Angeles ‏ في الولايات المتحدة بسبب تصلب متعدد.

## وصلات خارجية
- بوبي بروكس على موقع دوري كرة القاعدة الرئيسي (الإنجليزية)
- بوبي بروكس على موقعبيزبول رفرنس.كوم (الدوري الرئيسي) (الإنجليزية)
- بوبي بروكس على موقعبيزبول رفرنس.كوم (الدوري الثانوي) (الإنجليزية)